# 24830 Kawanotomoyoshi
24830 Kawanotomoyoshi è un asteroide della fascia principale. Scoperto nel 1995, presenta un'orbita caratterizzata da un semiasse maggiore pari a 2,254209 UA e da un'eccentricità di 0,189474, inclinata di 2,946789° rispetto all'eclittica. Ha un diametro di 2,638 km.